# Darren McFadden
Darren McFadden (27 de agosto de 1987) es un jugador de fútbol americano, corredor para los Dallas Cowboys de la NFL. McFadden jugo fútbol americano universitario por los Arkansas Razorbacks de la NCAA.
- Datos: Q2555412
- Multimedia: Darren McFadden / Q2555412